# 苏哈尔
苏哈尔（阿拉伯语：‎，Ṣuḥār），阿曼原巴提奈区最大城市，现为北巴提奈省首府，位于马斯喀特西北约240公里。2010年人口140006人，为阿曼人口第五大城市。唐宋時稱之為沒巽、勿巡。
苏哈尔自古便是海湾地区著名良港，在18世纪时曾成为阿曼首都，传说该城是航海家辛巴达的母港。2000年代兴建的苏哈尔港区使苏哈尔成为了阿曼主要的工业中心之一。

## 名称
苏哈尔（‎）是阿拉伯语名称，曾经也被称作阿曼（见《自然史》和《世界境域志》等）。该地曾被波斯人称作“沒巽”（Mazun，或拼作Mezoen），东阿拉伯曾在约公元240年左右为萨珊波斯的阿尔达希尔一世所征服，建立了沒巽行省，这个名称用来称呼整个阿曼及其周边地区，如叙利亚文献中的贝特马祖纳耶（Beth Mazunaye）即是地区名和教区名，有时“沒巽”（Mazun）也指作为阿曼首府的苏哈尔。藤田丰八认为苏哈尔即《新唐書》卷四三下所说的没巽（Mezoen），《宋会要》、《宋史·占城传》等中的勿巡，即“沒巽”（Mazun），其后的学者大多认可此结论。
此外，公元前2300年苏美尔人所记录的马干（Magan）可能在阿曼一带，有人认为这个名字与后来的沒巽（Mazun）有关，即苏哈尔。

## 历史
该城自古以来便是海上贸易重要港口，公元前3千年左右马干（Magan）的铜和闪长岩便通过贸易运往美索不达米亚及印度。
老普林尼《自然史》中记载该地被称作Omana或Omanum，一般认为这个地名也成为了阿曼这个名称的来源。
公元九、十世纪时，随着阿巴斯王朝的衰落及阿曼海上贸易的兴盛，苏哈尔成为了一处商业中心。穆喀达西也盛赞苏哈尔之繁荣，称苏哈尔是“前往中国的门厅，东方及伊拉克的仓库，也门的支柱”。《世界境域志》中说：
阿曼（ʿOmmān）是一个海岸上的大城镇，此地商人很多，是全世界的商业中心。城内的商人是世界上最富有的，东、西、南、北各方的商品皆运到该城，然后从这里再运往各地。
弗拉基米尔·米诺尔斯基认为，此处提到的“阿曼”这一大城镇即是苏哈尔。
当时苏哈尔与中国、印度的贸易十分兴盛，在苏哈尔的考古遗迹中发现了数量较多的中国制陶器。公元971年，苏哈尔受到了日益强盛的白益王朝的洗劫，随后逐渐衰落。其后又遭到塞尔柱王朝及阿曼内陆部族势力的攻击，于14世纪衰落为一个小村庄。

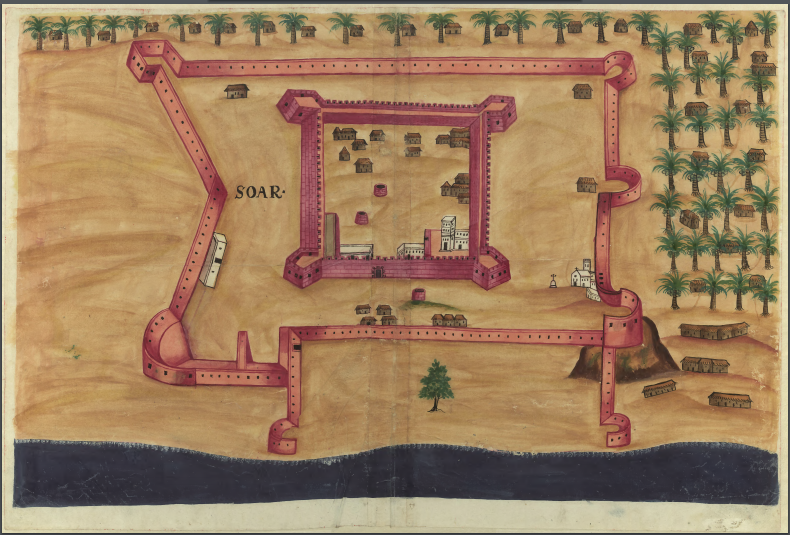
葡萄牙人所绘16世纪的苏哈尔城（图中之Soar）

17至18世纪，苏哈尔先后为葡萄牙及伊朗阿夫沙尔王朝占领。18世纪时艾哈迈德·本·赛义德·阿布·赛义德赶走了波斯人，将苏哈尔做为阿曼赛义德王朝的首都。在阿曼的贸易中心转移至马斯喀特之后，苏哈尔仍然是该地区的农业、商业中心。

## 经济

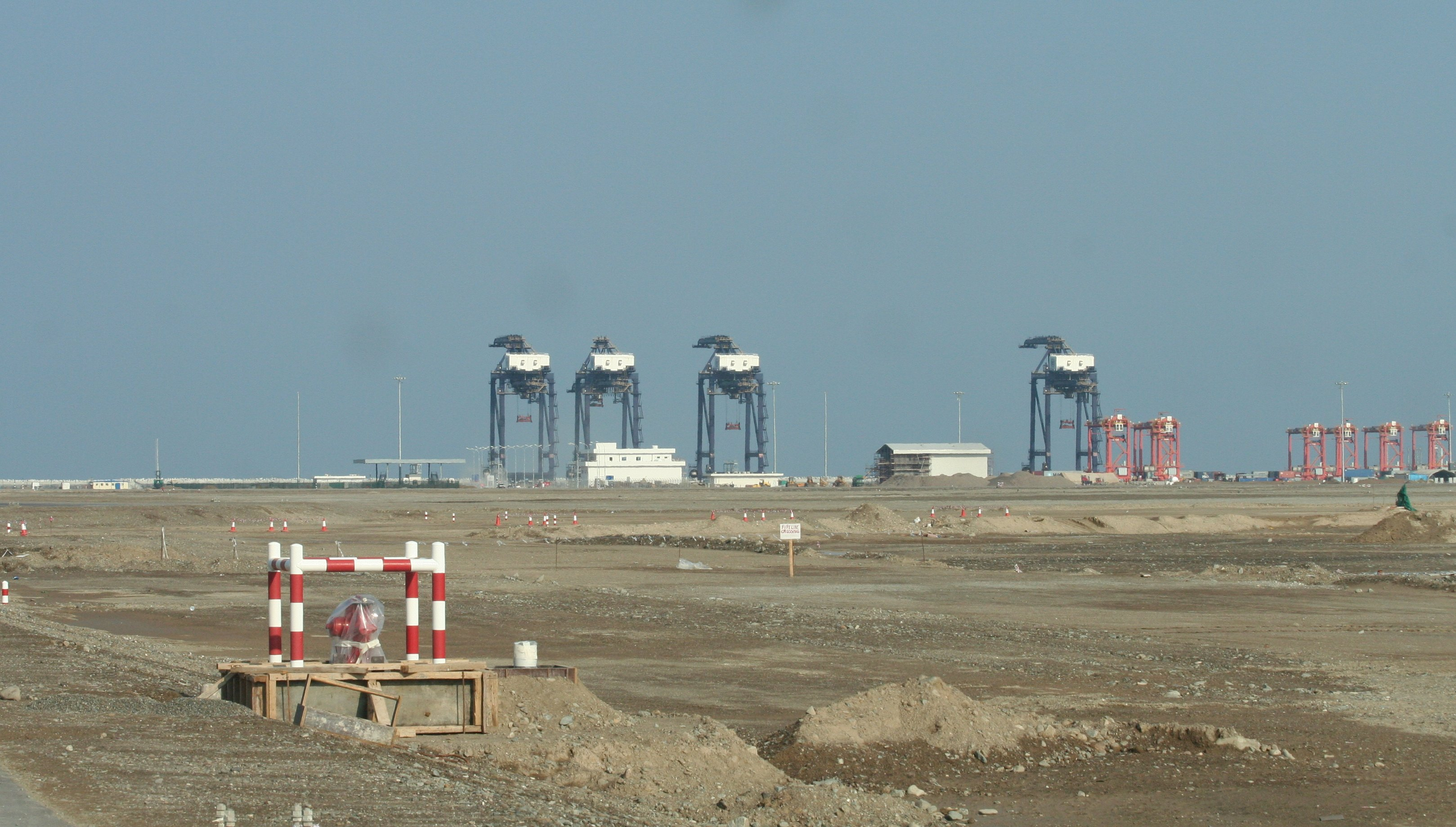
苏哈尔港

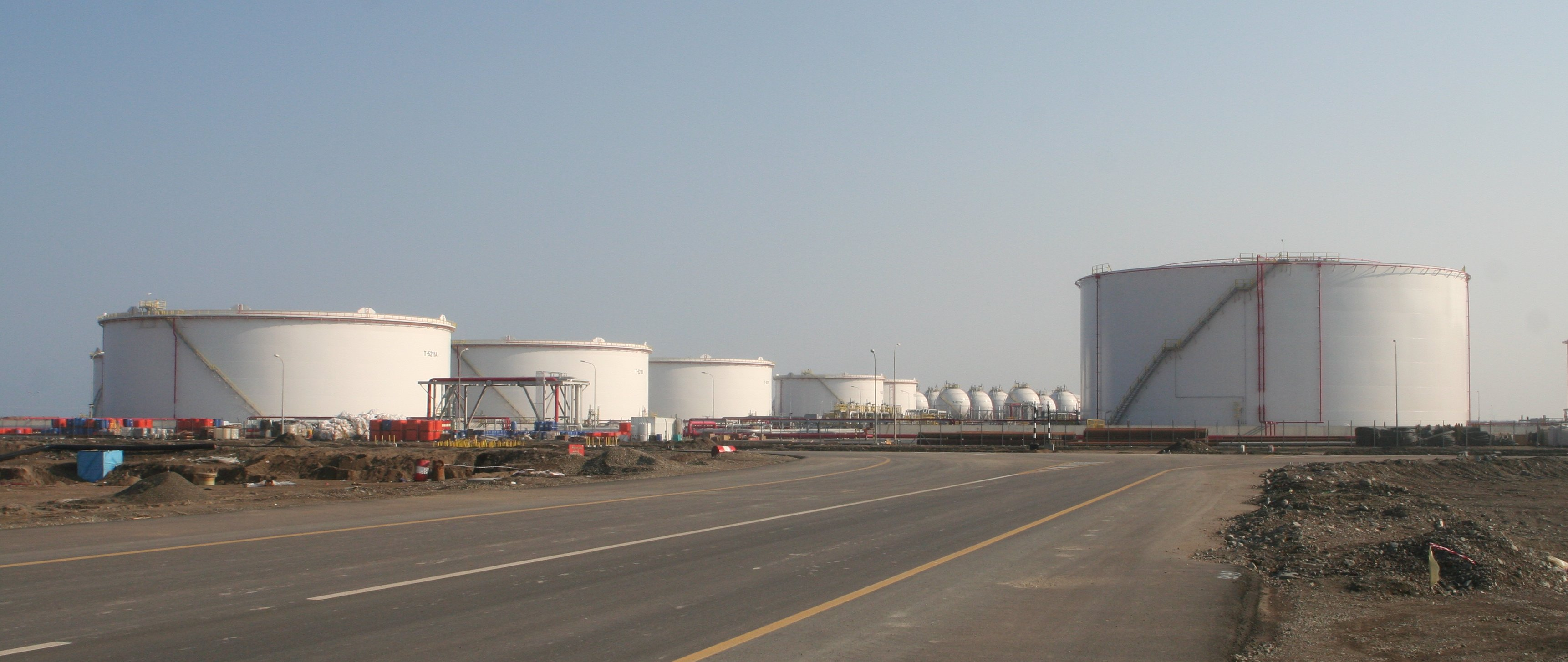
苏哈尔的石化罐

传统上，当地经济则以捕鱼、农业、贸易为主，还有铁匠业、银匠业、以椰枣树纤维为材料的纺织业等。附近有古代铜矿遗址。而目前，苏哈尔的经济以2004年建成的苏哈尔港为中心，此外，苏哈尔还有重工业、炼油厂、铝生产厂、石化厂等工业。